# Akademische Verlagsgesellschaft
Die Akademische Verlagsgesellschaft (AVG) in Leipzig war ein 1906 gegründeter bedeutender Wissenschaftsverlag, der in der DDR nach dem Zweiten Weltkrieg den Nachfolger Akademische Verlagsgesellschaft Geest & Portig (Leipzig) hatte und nach dem Ende der DDR abgewickelt wurde. Die jüdischen Besitzer des ursprünglichen Verlags und wichtige Mitarbeiter wurden in der Zeit des Nationalsozialismus enteignet, emigrierten und gründeten im Ausland neue wissenschaftliche Verlage.

## Geschichte
Die Akademische Verlagsgesellschaft wurde 1906 von Leo Jolowicz gegründet (* 12. August 1868 in Posen; † 7. Juni 1940 in Leipzig), der zuvor 1898 die 1879 gegründete Buchhandlung von Gustav Fock übernahm und sie zum größten und bekanntesten wissenschaftlichen Antiquariat in Deutschland ausbaute. Die Buchhandlung und das Antiquariat Fock hatte schon zehn Jahre nach Gründung Filialen in New York und San Francisco und später in Tokio. 1916 kam die angesehene Buchhandlung Mayer & Müller in Berlin hinzu, die ebenfalls ein wissenschaftliches Verlagsprogramm hatte und viele US-amerikanische wissenschaftliche Zeitschriften vertrieb, und 1923 die C. F. Winter’sche Verlagshandlung in Leipzig. Die Akademische Verlagsgesellschaft wurde zu einem der bekanntesten Wissenschaftsverlage, in dem bekannte Zeitschriften erschienen wie die Zeitschrift für physikalische Chemie (1920 vom Verlag Wilhelm Engelmann in Leipzig übernommen, 1887 begründet von Wilhelm Ostwald und Jacobus Henricus van ’t Hoff), das Handbuch der Experimentalphysik (26 Bände mit rund 25.000 Seiten und 9700 Abbildungen, 1926 bis 1937, Hrsg. Wilhelm Wien, als Konkurrenz zum Handbuch der Physik im Springer-Verlag), das Handbuch der Radiologie (6 Bände, 1913–1934), Rabenhorsts Kryptogamen Flora, Bronns Klassen und Ordnungen des Tierreichs, die Ergebnisse der Enzymforschung und die Ergebnisse der Vitamin- und Hormonforschung. Zu den Autoren gehörten neben der Leipziger Koryphäe der Physikalischen Chemie Wilhelm Ostwald, die den Verlag wesentlich unterstützte (u. a. Handbuch der allgemeinen Chemie ab 1918), Svante Arrhenius (Theorien der Chemie, 1906), Pierre Curie und Marie Curie, William Ramsay, Arnold Sommerfeld (dessen berühmte Vorlesungen über theoretische Physik bei der AV erschienen) und Hendrik Antoon Lorentz. Sie gaben auch ab 1921 die bekannte Reihe von Neuausgaben wissenschaftlicher Klassiker Ostwalds Klassiker der exakten Wissenschaften heraus (1919 übernommen vom Verlag Wilhelm Engelmann in Leipzig) und die vom Verlag Wilhelm Engelmann übernommenen Zeitschriften Zeitschrift für wissenschaftliche Zoologie (1849 gegründet und älteste deutsche zoologische Zeitschrift, übernommen 1923), Zoologischer Anzeiger (1878 gegründet, 1924 übernommen) und das Jahrbuch für Morphologie und mikroskopische Anatomie (1876 gegründet, 1924 übernommen). Außerdem übernahmen sie 1926 Gerlands Beiträge zur Geophysik (gegründet 1876, Buchhandlung Gustav Fock und vor 1918 Wilhelm Engelmann), die Folia haematologica (gegründet 1904, Verlag W. Klinckhardt, übernommen 1927), die Zeitschrift Der Zoologische Garten (gegründet 1859, Verlag Mahlau und Waldschmidt in Frankfurt am Main und Zeitschrift der Zoologischen Gesellschaft in Frankfurt am Main, übernommen 1929) und 1930 Hochfrequenztechnik und Elektroakustik (Jahrbuch der drahtlosen Telegraphie und Telephonie, 1907 gegründet, zuerst Ambrosius Barth in Leipzig, dann M. Krayn in Hamburg). Das Programm setzten auch die Nachfolger des Verlags in West- und Ostdeutschland fort. Jolowicz verlegte auch Hebraica und Judaica, aber hauptsächlich Naturwissenschaften, Medizin und Mathematik. Gesellschafter waren neben Jolowicz Gustav Rothschild (der Prokurist der Buchhandlung Gustav Fock) und bis 1914 Paul Werthauer in Berlin.
Anfang der 1930er Jahre hatte der Verlag 26 Zeitschriften. Der Verlag machte dabei 70 Prozent des Umsatzes im Ausland, was trotz rückläufigen Umsatzes die finanzielle Stabilität sicherte. 1933 hatten sie einen Umsatz von 1 Million Reichsmark und einen Gewinn von 337.000 Reichsmark.
An der Expansion war auch der Schwiegersohn von Jolowicz Kurt Jacoby (* 1893 in Insterburg; † August 1968 in New York) beteiligt, der 1923 stellvertretender Geschäftsleiter und weiterer Gesellschafter des Verlags wurde und vorher bei Ferdinand Springer gewesen war. 1930 trat der Sohn Walter Jolowicz (1908–1996, der sich nach Emigration in die USA Walter J. Johnson nannte) in das Geschäft ein. Bei Machtübernahme der Nationalsozialisten wurde der Verlag „arisiert“ (Jolowicz war Jude) und Jolowicz schrittweise herausgedrängt. 1937 verließ er den Verlag. Er beantragte 1939 die Ausreise, konnte aber Deutschland nicht mehr verlassen und starb 1940, möglicherweise durch Suizid. Der Buchbestand der Gustav Fock GmbH verbrannte 1943 bei einem Bombenangriff auf Leipzig. Sein Sohn Walter und Schwiegersohn Kurt Jacoby kamen 1938 in ein Konzentrationslager, konnten dann aber noch Deutschland verlassen und emigrierten über Russland, Japan und andere Länder nach New York, wo sie 1941 bzw. 1942 ankamen und den Verlag Academic Press gründeten. Andere ehemalige Mitglieder gründeten als Emigranten 1940 Interscience in New York, und der Niederländer M. D. Frank, der im Verlag in den 1930er Jahren gelernt hatte, baute nach dessen Vorbild den Verlag North Holland auf (später Teil von Elsevier).
Auf Jolowicz folgten Johannes Geest und Felix Portig als Verlagsleiter. 1940 wurden aber ihre Namen im Handelsregister ersetzt (durch Becker & Erler). Formal waren sie eine Kommanditgesellschaft (KG).
1947 gründeten Geest und Portig die Akademische Verlagsgesellschaft in der sowjetischen Besatzungszone neu, und sie erhielten 1951 auch eine erneuerte Lizenz von der DDR. Johannes Geest war 1947 gestorben und seine Erbin Marianne Lotze übernahm die Anteile; nach dem Tod Portigs 1953 und der Flucht aus der DDR von Marianne Lotze, die Kommanditistin war, wurde die Mehrheit der Anteile der KG vom Staat übernommen. 1959 wurden diese auf den VEB Gustav Fischer Verlag übertragen, und die verbliebene Erbin Gertrud Margarete Portig wurde bis 1972 ganz hinausgedrängt (der Verlag ging in den Besitz von VEB Gustav Fischer über). Die Verlagsprogramme von Fischer und Akademischer Verlagsgesellschaft waren aber sehr unterschiedlich. Ab 1964 wurde die Akademische Verlagsgesellschaft, was die verlegerische Tätigkeit anbelangte, deshalb praktisch dem B. G. Teubner Verlag angegliedert. Gemeinsam gaben sie weiter Ostwalds Klassiker und die Reihe von Biografien bedeutender Naturwissenschaftler heraus. Außerdem gab die Akademische Verlagsgesellschaft Geest & Portig auch zahlreiche Hochschullehrbücher in der DDR heraus (wie den Grundriss der anorganischen Chemie eines Autorenkollektivs, der eine Auflage von 100.000 hatte). Nach der Wende fiel die Akademische Verlagsgesellschaft Geest & Portig an die Treuhandanstalt, die den Verlag 1991 schloss. Noch vorhandenes Archivgut des Verlags befindet sich im Sächsischen Staatsarchiv, Staatsarchiv Leipzig und bildet dort den Bestand 21091 Akademische Verlagsgesellschaft Geest & Portig KG, Leipzig.
In der Bundesrepublik Deutschland gab es nach dem Krieg (mindestens seit 1954) ebenfalls eine Akademische Verlagsgesellschaft als Nachfolger in Frankfurt am Main. Sie bestand bis 1983.